# اندیس مرمریت احمدآباد (ابرکوه)
مرمریت احمدآباد* یک اندیس مصالح ساختمانی است که در حوالی شهر ابر کوه استان یزد قرار دارد و مادهٔ معدنی موجود در آن، مرمریت است؛ و دیرینگی آن به دوران الیگومیوسن می‌رسد.